# Sayed Abaza
Sayed Abaza (in arabo السيد فهمي أباظة‎?; 1897 – novembre 1962) è stato un calciatore egiziano, di ruolo attaccante.

## Carriera

### Nazionale
Con la nazionale egiziana partecipò ai Giochi olimpici di Anversa, a quelli di Parigi e a quelli di Amsterdam.